# Franz-Xaver Brückner
Franz-Xaver Brückner (* 25. September 1987 in Prien am Chiemsee) ist ein deutscher Film- und Theaterschauspieler.

## Werdegang
Von seinem 5. bis zum 16. Lebensjahr spielte Brückner in dem von Josef Staber inszenierten Krippenspiel Die Riederinger Hirtabuam mit. Seit 2001 wirkt Brückner bei den Salzburger Festspielen im Jedermann als Spielansager mit. Bekannt wurde Brückner 2005 durch sein Filmdebüt in der bayerischen Komödie Wer früher stirbt ist länger tot des Regisseurs Marcus H. Rosenmüller, in der er als Franz Schneider neben Markus Krojer und Fritz Karl in einer Hauptrolle zu sehen war.
Seine älteren Brüder Maximilian und Florian Brückner sind ebenfalls als Schauspieler tätig, ebenso wie seine Schwester Susanne Wiesner.

## Filmografie (Auswahl)
- 2005: Wer früher stirbt ist länger tot
- 2006: Herr und Knecht (Kurzfilm)
- 2007–2013: SOKO 5113 (Fernsehserie, drei Folgen)
- 2008: Hilfe, meine Schwester kommt!
- 2008: Räuber Kneißl
- 2008–2012: Der Alte (Fernsehserie, vier Folgen)
- 2008: Tischlein deck dich (ARD-Märchenfilmreihe Sechs auf einen Streich)
- 2008: Männer lügen nicht
- 2008: Das Wunder von Wien: Wir sind Europameister
- 2009–2021: Der Bergdoktor (Fernsehserie, vier Folgen)
- 2010–2011: Klarer Fall für Bär (Fernsehserie, zwei Folgen)
- 2010: Föhnlage. Ein Alpenkrimi
- 2011–2012: Heiter bis tödlich: Hubert und Staller
- 2012: Die Rosenheim-Cops – Zu hoch hinaus
- 2012: SOKO Kitzbühel – Kilts und Killer
- 2012: Der Cop und der Snob – Das Flauchermädchen
- 2013: Heiter bis tödlich: Hubert und Staller – Wer A sagt …
- 2014: Schluss! Aus! Amen!
- 2014: Das finstere Tal
- 2016: Hubert und Staller – Walzverhalten
- 2017: Tatort: Land in dieser Zeit
- 2018: Inga Lindström – Die andere Tochter
- 2019: Toni, männlich, Hebamme – Allein unter Frauen
- 2019: Die Rosenheim-Cops – Eine verhängnisvolle Spende
- 2019: Watzmann ermittelt – Familienbande
- 2019: In aller Freundschaft – Die jungen Ärzte – Ganz in Weiß
- 2020: Über Land – Kleine Fälle
- 2020: Missing Lisa (GR5, Fernsehserie, eine Folge)
- 2020: Dahoam is Dahoam (Fernsehserie, eine Folge)
- 2022: Himmel, Herrgott, Sakrament (Fernsehserie, Folge Sprachlos)
- 2024: SOKO Linz – Hopfen und Malz (Fernsehserie)
- 2024: Herrhausen – Der Herr des Geldes

## Theater (Auswahl)
- 2001–2005: Jedermann bei den Salzburger Festspielen Regie: Christian Stückl
- 1992–2004: Riederinger Hirtabuam, Regie: Josef Staber
- 2002–2007: Diverse Inszenierungen am Münchner Volkstheater

## Auszeichnungen
- 2006: Nominierung als Bester Nachwuchsschauspieler in Wer früher stirbt ist länger tot für den New Faces Award